# Tytuvėnai
Tytuvėnai ( escoltar (?·pàg.) és una ciutat a Lituània situada en el districte municipal de Kelmė. Es troba a 17 km a l'est de Kelmė. És coneguda pel seu monestir cistercenc de Sant Bernat.

## Monestir
La primera església de la ciutat va ser construïda el 1555. La construcció del monestir es va iniciar per Andrius Valavicius i la seva família, quan es van acollir la fe catòlica després d'una ona de contrareforma.L'edificació es va preparar el 1614, però l'obra no va començar fins després de la mort d'Andrius Valavicius el 1618. Aquestes obres van ser patrocinades per Jerònimes Valavicius, tresorer del Gran Ducat de Lituània. L'any 1633 es va completar la part principal del monestir junt amb l'església. Entre 1772 i 1780 va ser construït un pati on van ser col·locades les estacions del Via Crucis.
|  |  |